# Kuchlov
Hrad Kuchlov je téměř zaniklá zřícenina středověkého hradu nacházející se v údolí Malé Hané mezi vesnicemi Ruprechtov a Rychtářov v okrese Vyškov. Hrad byl založen v druhé polovině 13. století a zanikl pravděpodobně ve 14. století. Jeho původní jméno není známo - současný název Kuchlov je odvozen od pojmenování lesní trati, doložené v pramenech až od 16. století. Archeologické nálezy datují období osídlení hradu od konce 13. do 14. století. Dochovaly se pouze menší zbytky zdí. Od roku 1970 je lokalita chráněna jako kulturní památka České republiky.

## Historie
Vznik hradu Kuchlov je datován do druhé poloviny 13. století, avšak jeho historie je zahalena tajemstvím, neboť se o něm nedochovaly žádné písemné zprávy. Podle archeologických nálezů hrad existoval pouze krátkou dobu, převážně ve druhé polovině 13. století a začátkem 14. století. Díky absenci písemných pramenů se jeho studium opírá výhradně o archeologické poznatky a historické souvislosti regionu.

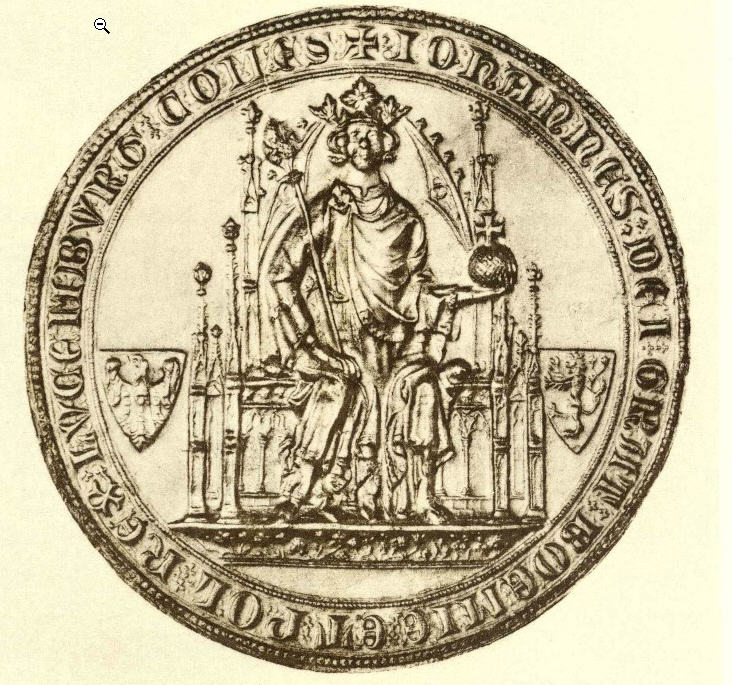
Královská pečeť Jana Lucemburského

Existuje několik hypotéz o založení a zániku hradu. První z nich předpokládá, že hrad mohl být vybudován rodem Benešoviců, jejichž významným představitelem byl Milota z Dědic, který držel území dědicko-račické v druhé polovině 13. století. Hrad mohl sloužit k ochraně území jejich panství proti rozpínavosti sousedních holštejnských feudálů. Toto zneklidňující sousedství je doloženo objevem plužiny zaniklé holštejnské vsi Hamlíkova, jejíž část se rozkládala za ruprechtovským potůčkem, přesně proti Kuchlovu, a další část se vklíňovala mezi Kuchlov a Ruprechtov (náležející k panství dědicko-račickému). Jiná teorie naznačuje, že hrad byl založen příslušníkem rodu pánů z Ceblovic a s postupným zánikem tohoto rodu na počátku 14. století pak hrad nejspíše pustl. Kuchlov mohl být také vybudován ke střežení cesty vedoucí z nížin Hané severně Drahanskou vrchovinou směrem k Boskovicím a Svitávce, nebo k zabezpečení spojení mezi biskupskou državou pustiměřsko-vyškovskou a biskupskými statky na Blanensku.
O zániku hradu existují dvě hlavní domněnky. Podle první mohl být hrad zničen v letech 1285-1286 při tažení krále Václava II. na Moravu, jehož cílem bylo zničení četných hradů a tvrzí, které drželi lapkové a loupežní rytíři z dob pětiletého bezvládí po smrti Přemysla Otakara II. Tato teorie je však méně pravděpodobná, neboť je těžko představitelné, že by Milota z Dědic, přední z moravských pánů, dopustil, aby se Kuchlov stal loupežnickým sídlem. Druhá, pravděpodobnější hypotéza předpokládá zničení Kuchlova kolem roku 1312 při tažení mladého českého krále Jana Lucemburského proti některým údajně loupežným moravským pánům. Tehdy Jan oblehl nedaleký hrad Račice, který byl pokládán za nejsilnější mezi ostatními tvrzemi Friduše z Linavy, a hradu dobyl. Friduš byl potom donucen zbořit další svůj hrad "Drahaus". Pokud Friduš kromě Račic a dalších hradů držel i nedaleký Kuchlov, mohl se hrad stát obětí této válečné výpravy.[zdroj⁠?!]
Existuje také možnost, že hrad byl centrem malého panství, k němuž náležel Ruprechtov a později zaniklé středověké osady Hamlíkov a Vilémov, které se v prvních výčtech majetku okolních panství neuvádějí.

## Archeologický výzkum
Hrad Kuchlov představuje po typologické stránce pro Moravu významnou lokalitu. Dispozičně se jednalo o menší opevněné sídlo, jehož centrální část s palácem zaujímala přibližně jednu třetinu plochy oddělené od předhradí hlubokým příkopem. Archeologické průzkumy prováděné na lokalitě přinesly cenné poznatky o jeho struktuře a uspořádání. Jádro hradu mělo lichoběžníkový tvar a bylo chráněno výrazným valem po obvodu. Na severní straně jádra se nacházejí stopy zdiva paláce, který byl součástí obvodové hradby. Stupňovité zvýšení dna prohlubně na severní straně svědčí pro existenci druhé místnosti hradního paláce. Tato dispozice odpovídá hradům budovaným ve druhé polovině 13. století.
Součástí hradu bylo rovněž pětiboké předhradí, které zaujímalo zbývající dvě třetiny plochy oddělené od příchozí cesty druhým příkopem. V prostoru nádvoří nejsou patrné zbytky dalších objektů kromě recentních výkopů. Hradba nad příkopem oddělujícím část jádra je doposud v podobě mohutného valu nejvýraznějším reliktem hradu, přičemž vkleslina v jejím průběhu představuje pravděpodobně místo vstupní brány do nádvoří. Archeologické průzkumy potvrzují krátkou dobu existence hradu. Při povrchovém sběru byl nalezen minimální počet artefaktů z doby života objektu, což podporuje teorii o brzkém zániku hradu, pravděpodobně kolem přelomu 13. a 14. století. Tato skutečnost činí Kuchlov zajímavým objektem pro studium hradní architektury daného období, neboť poskytuje nepříliš častou možnost zkoumat hrad existující poměrně krátkou dobu, převážně ve 2. polovině 13. století.

## Současný stav
V současnosti se z hradu Kuchlov dochovaly pouze menší zbytky zdí a terénní relikty. Nejvýraznějším pozůstatkem je val, který představuje zbytky hradby nad příkopem oddělujícím štítovou stranu paláce od jižní části jádra. Přestože je hrad značně zaniklý, jeho půdorys je v terénu stále dobře patrný. Lokalita je celoročně volně přístupná, bez vstupného. Přístup k hradu je možný po odbočce z turistické cesty. Na cestě při přístupu od Rychtářova na některých místech včetně rozcestí chybí značení. V úseku mezi Stagnovem a Kuchlovem vede trasa po silničce podél bezejmenného potoka a říčky Malé Hané. Pro návštěvníky zajímající se o hradní architekturu a historii regionu představuje Kuchlov zajímavý cíl, umožňující poznat méně známou středověkou památku.
Necelý kilometr vzdušnou čarou od Kuchlova se nachází hrad Stagnov (Hrádek), souvislost obou míst ale není jasná. Tato blízkost dvou hradních lokalit je v kontextu středověkého osídlení pozoruhodná a vyvolává řadu otázek o vzájemném vztahu těchto opevněných sídel a o jejich roli v regionálním mocenském uspořádání. Zřícenina hradu Kuchlov je od roku 1970 chráněna jako kulturní památka České republiky. Přestože se z hradu dochovaly jen nevelké zbytky, představuje významný doklad středověkého osídlení a fortifikační architektury v regionu.